# 전준호 (1998년)
전준호(1998년 7월 1일 ~ )는 KBO 리그 LG 트윈스의 투수이다.

## LG 트윈스시절
2017년에 입단하였다. 2019년 6월 2일 NC전에서 데뷔 첫 경기를 치렀고, 경기 후반에 대수비로 출전해 타석에는 들어서지 못했다. 2020년 1월 28일에 현역으로 입대하였다.
전역 이후 2022년에는 2군에만 있었고, 2023년 후반에 대수비로 출전하였다. 그해 10월 13일 NC와 경기에서 땅볼로 타점을 올려, 데뷔 첫 타점을 기록하였다.
2025 시즌 투수로 전향하였다.

## 출신 학교
- 인천 양도초등학교
- 서울 강남중학교
- 서울 청원고등학교

## 통산 기록
!연도 !!팀명 !!평균자책점 !!경기 !!완투 !!완봉 !!승 !!패 !!세 !!홀 !!승률 !!타자 !!이닝 !!피안타 !!피홈런 !!볼넷 !!사구 !!탈삼진 !!실점 !!자책점
|-
| 2023	LG 트윈스